# Carlota de Francia
Carlota de Valois (23 de octubre de 1516 - 18 de septiembre de 1524) fue la segunda hija del rey Francisco I y de la reina Claudia. Murió en la niñez.

## Primeros años

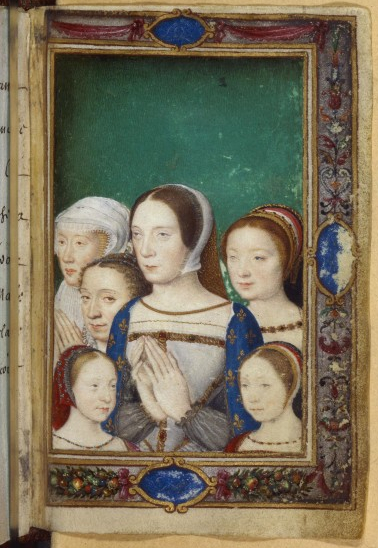
Familia real: Carlota esta al frente, a la izquierda. Libro de horas de Catalina de Médicis.

Tenía ojos azules verdosos y cabello rojo brillante. Fue una de los seis niños del rey y reina de Francia que tuvo cabello rojo, una característica heredada a través Ana de Bretaña, la madre de Claudia y por tanto, su abuela materna. Vivió una vida feliz, mudándose del castillo de Amboise al castillo de Saint-Germain-en-Laye antes de marzo de 1519.
Por su vestimenta y joyas en los retratos existentes, se puede apreciar su alto estatus social. Su rosario también presente en la pinturas, indica que ella era una católica devota. Las familias reales europeas comisionaron retratos de sus hijos para registrar su desarrollo y, a menudo, intercambiaron estas imágenes con otras casas reales como un gesto diplomático.
Cuando Carlota tenía dos años, su hermana mayor, Luisa de Francia, murió de convulsiones. Sin otro hijo vivo, Francisco se vio obligado a nombrar a Carlota, delfina de Francia. Esa posición era equivalente a la de la actual princesa de Gales (Reino Unido) o a la princesa de Asturias (España). Su padre inmediatamente pidió a Jean Clouet que pintara un retrato de la nueva delfina. Pero, el 28 de febrero de 1518, la reina Claudia dio a luz un niño, llamado Francisco, que relegó en la sucesión a Carlota. Francisco fue nombrado delfín de Francia desde su nacimiento y Carlota fue renombrada como Carlota de Valois.

## Vida posterior y muerte
La princesa pasó sus días restantes en el castillo de Saint-Germain-en-Laye. Desde su nacimiento, había sido una niña frágil y delicada. Cuando cumplió siete, se contagió de sarampión, la misma enfermedad qué había matado a su medio-tío, Carlos de Orleans, casi treinta años antes. La única persona que veló por ella cuando estaba enferma fue su tía, Margarita de Amgulema. Su madre había muerto dos meses antes; su abuela, Luisa, estaba muy enferma, y su padre se había ido a la guerra —guerra italiana de 1521-1526—, por lo que no estaba cerca en el momento de la muerte de su hija. Al parecer, Carlota era muy cercana a su tía, que quedó desolada cuando "su pequeña" murió el 18 de septiembre de 1524.
Tras la muerte de Carlota, su tía Margarita de Angulema, escribió el poema Diálogos en forma de visión nocturna.